# Tamorot
Tamorot är en ort i Marocko.   Den ligger i provinsen Chefchaouen och regionen Tanger-Tétouan-Al Hoceïma, 210 km nordost om huvudstaden Rabat.